# V/STOL
V/STOL (akronim za vertical and/or short take-off and landing), način vzleta in pristanka letal, pri katerem zrakoplov vzleti in pristane navpično ali pa na kratki stezi. VTOL je podkategorija V/STOL, le da pri tem ni potrebna vzletna steza, temveč samo dovolj velik prostor za navpičen vzlet in pristanek. Po navadi morajo V/STOL zrakoplovi imeti možnost lebdenja. Za helikopterje se ne uporablja oznaka V/STOL ali pa VTOL, tudi če imajo te sposobnosti. Večina V/STOL zrakoplovov je bilo eksperimentalnih ali pa povsem nedelujočih. Med letali, ki so dosegla serijsko proizvodnjo, so Harrier, Jak-38 in V-22 Osprey.
Vzlet s pomočjo kratke steze, s t. i. skakalnico (ski jump), precej zmanjša potrebno moč za vzlet, v primerjavi z navpičnim vzletom. Harrier denimo ne more vzleteti navpično, če je polno naložen in mora uporabiti kratko stezo. Večinoma se uporablja STOVL in CTOL, če je na voljo steza.
V/STOL so razvili, da bi lahko hitri reaktivci operirali na kratkih stezah ali pa letalonosilkah, kjer so prej operirali samo helikopterji. Prednost je, da lahko letalo vzleti bliže sovražniku.
Sodobno V/STOL letalo je F-35B, ki naj bi vstopil v uporabo leta 2016.